# Sigismondo d'Austria
Sigismondo d'Austria detto il danaroso (Innsbruck, 26 ottobre 1427 – Innsbruck, 4 marzo 1496) è stato duca d'Austria e reggente del Tirolo e dell'Austria Anteriore.
Sigismondo faceva parte della linea leopoldina degli Asburgo. Era figlio del duca Federico Tascavuota e della sua seconda moglie, la principessa Anna di Braunschweig-Gottinga (1390-1432).

## Biografia

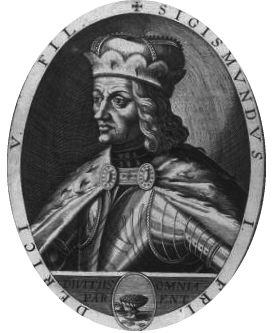
Sigismondo d'Austria (incisione, 1623)

Alla morte del padre Sigismondo aveva appena dodici anni. Venne nominato suo tutore l'imperatore Federico III d'Asburgo, che lo tenne di fatto prigioniero sino all'età di diciannove anni, per poter approfittare delle ricche entrate garantite dalle miniere d'argento della Contea del Tirolo. Solamente quando gli ordini nella dieta del Tirolo minacciarono la guerra, l'imperatore acconsentì a lasciar libero Sigismondo.
Nel 1446 Sigismondo assunse la reggenza sul Tirolo e l'Austria Anteriore, lasciando la sede del governo a Innsbruck. Dal 1458 al 1461 ebbe la reggenza anche sulla Svevia Asburgica, che però dovette infine cedere a Alberto IV di Baviera.

### Il conflitto con Nicolò Cusano
Sigismondo tentava di eliminare dalle sue terre la figura del Vescovo-principe di Bressanone, cui spettava il possesso della Valle Isarco, della Val Pusteria e dell'Engadina e intanto aveva nominato Principe-Vescovo di Bressanone Leonhard Wismair. Ma il 25 marzo 1450 giunse da Roma la notizia della nomina a vescovo di Bressanone di Nicola Cusano scelto dal papa Niccolò V; Sigismondo quindi si autoproclamò duca di Bressanone e fece costruire all'esterno della cittadina un castello; su pressione del Papa, si giunse ad un accordo a Salisburgo e il Duca riconobbe la carica al Cusano. Dopo qualche anno però, Cusano entrò in conflitto con i nobili tirolesi, fedeli a Sigismondo, capeggiati dal conte Georg Künigl e fomentati da una guida spirituale, tale Verena von Stuben, badessa del monastero benedettino di Castel Badia presso Brunico: inoltre, nel rivendicare i propri diritti, soprattutto quelli minerari, il prelato sosteneva che il principe tirolese dovesse considerarsi "vassallo" della diocesi di Bressanone.
Il 14 luglio 1457 però Cusano fu costretto a ritirarsi da Bressanone dopo alcuni tentativi di agguato, diverse minacce di morte e tentativi di avvelenamento e si rifugiò al Castello di Andraz fino a quando si scontrò con Gregor Heimburg, appoggiato dal Duca Sigismondo, nella battaglia di Marebbe, il 5 aprile 1458. Cusano forte della vittoria sui nobili, lanciò l'interdetto sulla contea, sul suo rappresentante Sigismondo e sulla badessa di Castel Badia. Subì perciò l'imprigionamento nel 1460 da parte di Sigismondo, che, per questo, venne scomunicato da Papa Pio II; nell'aprile 1460 il vescovo di Bressanone Cusano riuscì a rifugiarsi nel castello di Brunico; Sigismondo assediò il Cusano con 4000 fanti e 1000 cavalieri e lo lasciò libero solo dopo che ebbe firmato un trattato contro la sua volontà; il 27 aprile Cusano si recò a cavallo nella Valle d'Ampezzo e poi fuggì verso lo Stato della Chiesa, fermandosi ad Orvieto.
Sotto Sigismondo le miniere conobbero uno straordinario sviluppo e la zecca del Tirolo fu trasferita da Merano a Hall. 
Ma, approfittando della scomunica lanciata su Sigismondo, i confederati svizzeri erano riusciti a sottrargli il canton Turgovia (1460), dando inizio ad una serie di scontri che coinvolgeranno le altre potenze europee.

### Le guerre contro Carlo di Borgogna

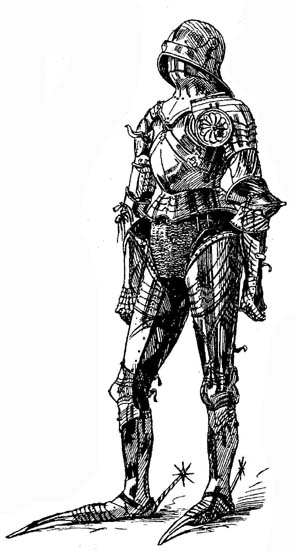
Armatura gotica di Sigismondo d'Austria - ill. di Wendelin Boeheim (1890)

Per via della sua condotta dispendiosa e sfrenata Sigismondo accumulò ingentissimi debiti, per ripianare i quali fu costretto con il trattato di Saint-Omer (9 maggio 1469) a cedere a Carlo il Temerario, duca di Borgogna, la contea del Sundgau (Alsazia Meridionale) insieme ad altre città, riservandosi peraltro il diritto di riacquisto: Sigismondo affidò a Carlo in ipoteca il territorio che aveva dato in pegno ai confederati (gli Svizzeri) e cioè le città di Laufenburg, Rheinfelden, Säckingen e Breisach, il langraviato dell'Alta Alsazia e la contea di Ferrette in cambio di 50.000 fiorini e la protezione contro i suoi nemici (i confederati).
Tuttavia la politica di embargo di Carlo il Temerario contro le città di Basilea, Strasburgo e Mulhouse, diretta dal suo magistrato Peter von Hagenbach, spinse le predette città a rivolgersi a Berna per ricevere aiuto; Sigismondo cercò di raggiungere un accordo di pace con la confederazione svizzera, firmato a Costanza nel 1474: l'indipendenza dei cantoni svizzeri (appoggiati da Luigi XI di Francia perennemente schierato contro Carlo di Borgogna), fruttarono a Sigismondo una pensione annua offertagli dal re di Francia. A questo punto il duca d'Asburgo avrebbe voluto ricomprare i domini alsaziani da Carlo I, il quale però rifiutò. Subito dopo, von Hagenbach fu catturato, sommariamente processato e decapitato in Alsazia.
La Vecchia Confederazione, le città alsaziane ed il duca Sigismondo si unirono in una "lega anti-borgognona", conquistando parte del Giura borgognone (Franca Contea) grazie alla Battaglia di Héricourt, nel novembre del 1474.
Poi l'unione antiborgognona fu attaccata da Carlo il Temerario che però, avendo sottovalutato la coesione svizzera, fu battuto nella battaglia di Grandson (2 marzo 1476) ed in quella di Morat, dove il suo esercito fu annientato (22 giugno 1476).

### Il castello di Sigismondo (Sigmundskron)
Nel 1473 Sigismondo acquistò, dal vescovo di Trento – Castel Firmiano presso Bolzano per farne negli anni successivi, grazie a un monumentale rifacimento dell'impianto, un importante baluardo militare verso l'area dell'Italia settentrionale, dandogli il suo nome - appunto Sigmundskron, letteralmente "la corona di Sigismondo". Già nel 1474 il castello è attestato con questo nome («unser slosz Sigmundskron»).

### Il tallero di Sigismondo
Nel 1477 Sigismondo venne creato Arciduca.
Negli ultimi anni 1470 e nei primi anni 1480 Sigismondo emise decreti che riformavano il cattivo stato della monetazione dei suoi possedimenti, aumentando il titolo delle sue monete d'argento fino ad un livello che non si vedeva da secoli e creando quindi una nuova moneta, di dimensione maggiore dell'onnipresente — ma scarso di valore — Groschen, che il quel periodo era in uso per un valore di 4 - 6 Kreuzer.
Nel 1484, Sigismondo fece coniare una piccola quantità di "mezzi Guldengroschen" di circa 15,5 grammi e dal valore di 30 Kreuzer. Questa emissione rappresentò un salto rivoluzionario rispetto alle piccole monete allora circolanti in Austria e superò perfino il già grande testone che circolava in Italia e che era la moneta più grande in circolazione in quel periodo.
Infine sfruttando le riserve di argento, presenti a Schwaz, nel 1486 fece coniare nella zecca di Hall, una nuova moneta di grandi dimensioni denominata Guldengroschen, pari a 60 Kreuzer, che ricevette il soprannome di "Guldiner" e poi il nome di "Thaler": la moneta ebbe un immediato successo e ha dato il nome ad una serie di monete con peso simile: daalder, dollaro, tolar, tallero, etc.

### La decadenza e la fine
Nel 1487, in cambio di un ingente prestito, Sigismondo dovette però cedere a Jakob Fugger la concessione delle miniere d'argento del Tirolo e cominciò una guerra contro Venezia sorta per ragioni di dazi, che però non portò ad alcun guadagno territoriale. 
Impegnò la contea del Tirolo ai potenti Wittelsbach della Baviera e, nel 1487, vendette loro l'Austria Anteriore, con l'eccezione del Vorarlberg. 
A questo punto l'imperatore Federico III intervenne, mettendo sotto tutela Sigismondo, e allontanando dai suoi territori tutti i nobili favorevoli ai Wittelsbach. Per contrastare l'influenza bavarese e della confederazione svizzera, nel 1488, su iniziativa degli Asburgo, le città imperiali della Germania sud-occidentale, il conte di Württemberg e i territori soggetti a Sigismondo (Tirolo e Vorarlberg) si unirono nella Lega Sveva.
Nel 1490 le massicce pressioni da parte degli stati tirolesi, sfiniti dalle guerre e dalla sua mala gestione lo costrinsero a cedere la gestione del governo a Massimiliano I d'Asburgo.
Morì a Innsbruck il 4 marzo 1496 e venne sepolto nella cripta dell'Abbazia di Stams.

## Eredità culturale

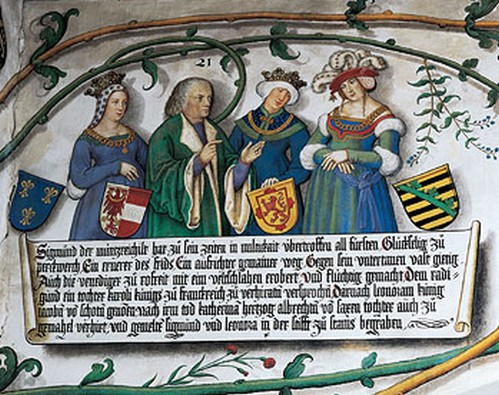
Affresco nel castello Tratzberg raffigurante Sigismondo e le sue mogli

Il Duca Sigismondo dimostrò di essere molto appassionato alla cultura, fu un mecenate che protesse letterati e umanisti come Lorenz Blumenau e Gregor di Heimburg; anche l'organista Paul Hofhaimer fu per qualche tempo alla sua corte.

## Matrimoni e discendenza
Per espandere la sua influenza verso occidente, Sigismondo intendeva sposare Radegonda, figlia del re di Francia, che però morì un anno prima del previsto matrimonio (1445).
Il 12 febbraio 1449, a Innsbruck, Sigismondo sposò la principessa Eleonora di Scozia, figlia di Giacomo I di Scozia. La principessa morì poco dopo aver dato alla luce il loro figlio Wolfgang (20 novembre 1480), morto il giorno stesso.
Il 24 febbraio 1484, sempre a Innsbruck, Sigismondo prese in sposa Caterina di Sassonia, allora sedicenne, figlia di Alberto III di Sassonia e Sidonia di Boemia. Dal matrimonio non nacque alcun figlio. Pare comunque che Sigismondo abbia avuto un gran numero di figli illegittimi, che venivano chiamati con il nome del nonno, Federico (Friedel), donde l'origine di questo cognome molto diffuso nell'area tedesca meridionale.

## Ascendenza
|                                      |                                     |                                    | Genitori                         |  |  | Nonni |  |  | Bisnonni                |  |  | Trisnonni           |  |
|                                      |                                     |                                    |                                  |  |  |       |  |  | Alberto II lo Sciancato |  |  | Alberto I d'Asburgo |  |
|                                      |                                     |                                    |                                  |  |  |       |  |  | Alberto II lo Sciancato |  |  | Alberto I d'Asburgo |  |
|                                      |                                     | Elisabetta di Tirolo-Gorizia       |                                  |  |  |       |  |  | Alberto II lo Sciancato |  |  |                     |  |
| Leopoldo III d'Asburgo               |                                     |                                    |                                  |  |  |       |  |  | Alberto II lo Sciancato |  |  |                     |  |
|                                      |                                     | Giovanna di Pfirt                  | Ulrico III di Pfirt              |  |  |       |  |  |                         |  |  |                     |  |
|                                      |                                     | Giovanna di Pfirt                  | Ulrico III di Pfirt              |  |  |       |  |  |                         |  |  |                     |  |
|                                      |                                     | Giovanna di Pfirt                  | Giovanna di Montbéliard          |  |  |       |  |  |                         |  |  |                     |  |
| Federico IV d'Asburgo                |                                     | Giovanna di Pfirt                  |                                  |  |  |       |  |  |                         |  |  |                     |  |
|                                      |                                     | Bernabò Visconti                   | Stefano Visconti                 |  |  |       |  |  |                         |  |  |                     |  |
|                                      |                                     | Bernabò Visconti                   | Stefano Visconti                 |  |  |       |  |  |                         |  |  |                     |  |
|                                      |                                     | Bernabò Visconti                   | Valentina Doria                  |  |  |       |  |  |                         |  |  |                     |  |
| Verde Visconti                       |                                     | Bernabò Visconti                   |                                  |  |  |       |  |  |                         |  |  |                     |  |
|                                      |                                     | Regina della Scala                 | Mastino II della Scala           |  |  |       |  |  |                         |  |  |                     |  |
|                                      |                                     | Regina della Scala                 | Mastino II della Scala           |  |  |       |  |  |                         |  |  |                     |  |
|                                      |                                     | Regina della Scala                 | Taddea da Carrara                |  |  |       |  |  |                         |  |  |                     |  |
| Sigismondo d'Austria                 |                                     | Regina della Scala                 |                                  |  |  |       |  |  |                         |  |  |                     |  |
|                                      | Magnus II di Brunswick-Wolfenbüttel | Magnus I di Brunswick-Wolfenbüttel |                                  |  |  |       |  |  |                         |  |  |                     |  |
|                                      | Magnus II di Brunswick-Wolfenbüttel | Magnus I di Brunswick-Wolfenbüttel |                                  |  |  |       |  |  |                         |  |  |                     |  |
|                                      | Magnus II di Brunswick-Wolfenbüttel | Sofia di Brandeburgo               |                                  |  |  |       |  |  |                         |  |  |                     |  |
| Federico I di Brunswick-Wolfenbüttel | Magnus II di Brunswick-Wolfenbüttel |                                    |                                  |  |  |       |  |  |                         |  |  |                     |  |
|                                      |                                     | Caterina di Anhalt-Bernburg        | Bernardo III di Anhalt-Bernburg  |  |  |       |  |  |                         |  |  |                     |  |
|                                      |                                     | Caterina di Anhalt-Bernburg        | Bernardo III di Anhalt-Bernburg  |  |  |       |  |  |                         |  |  |                     |  |
|                                      |                                     | Caterina di Anhalt-Bernburg        | Agnese di Sassonia-Wittenberg    |  |  |       |  |  |                         |  |  |                     |  |
| Anna di Brunswick-Lüneburg           |                                     | Caterina di Anhalt-Bernburg        |                                  |  |  |       |  |  |                         |  |  |                     |  |
|                                      |                                     | Venceslao I di Sassonia-Wittenberg | Rodolfo I di Sassonia-Wittenberg |  |  |       |  |  |                         |  |  |                     |  |
|                                      |                                     | Venceslao I di Sassonia-Wittenberg | Rodolfo I di Sassonia-Wittenberg |  |  |       |  |  |                         |  |  |                     |  |
|                                      |                                     | Venceslao I di Sassonia-Wittenberg | Agnese di Lindow-Ruppin          |  |  |       |  |  |                         |  |  |                     |  |
| Anna di Sassonia-Wittenberg          |                                     | Venceslao I di Sassonia-Wittenberg |                                  |  |  |       |  |  |                         |  |  |                     |  |
|                                      |                                     | Cecilia da Carrara                 | Francesco I da Carrara           |  |  |       |  |  |                         |  |  |                     |  |
|                                      |                                     | Cecilia da Carrara                 | Francesco I da Carrara           |  |  |       |  |  |                         |  |  |                     |  |
|                                      |                                     | Cecilia da Carrara                 | Fina Buzzaccarini                |  |  |       |  |  |                         |  |  |                     |  |
|                                      |                                     | Cecilia da Carrara                 |                                  |  |  |       |  |  |                         |  |  |                     |  |